# Asako I & II
Pour plus de détails, voir Fiche technique et Distribution.
Asako I & II (寝ても覚めても, Netemo sametemo, litt. « Même si je dors, même si je suis éveillée ») est un film franco-japonais réalisé par Ryūsuke Hamaguchi et sorti en septembre 2018 au Japon. Le film est en sélection officielle au Festival de Cannes 2018.

## Synopsis
La jeune Asako, étudiante à Osaka, est éperdument éprise de Baku, un jeune homme très beau mais fantasque et imprévisible. Un jour, ce dernier disparaît, laissant Asako désespérée. Fuyant Osaka, la jeune femme part s'installer à Tokyo. Deux ans plus tard, Asako tombe par hasard sur un jeune homme qui ressemble trait pour trait à Baku.

## Fiche technique
- Titre : Asako I & II
- Titre original : 寝ても覚めても (Netemo sametemo?)
- Réalisation : Ryūsuke Hamaguchi
- Scénario : Ryūsuke Hamaguchi et Sachiko Tanaka d'après le roman Netemo sametemo (寝ても覚めても?)[1] de Tomoka Shibasaki
- Photographie : Yasuyuki Sasaki[2]
- Montage : Azusa Yamazaki
- Ingénieur du son : Miki Nomura
- Musique : tofubeats
- Société de distribution : mk2 FilmsArt House (France)
- Pays d'origine :  France,  Japon
- Langue originale : japonais
- Format : couleur - 1,66:1
- Genre : drame
- Durée : 119 minutes
- Dates de sortie :
  - France : 14 mai 2018 (Festival de Cannes 2018), 2 janvier 2019 (sortie nationale)[3]
  - Japon : 1er septembre 2018[4]

## Distribution
- Masahiro Higashide (en) : Baku / Ryōhei
- Erika Karata : Asako
- Kōji Seto : Kushihashi
- Rio Yamashita (en) : Maya
- Sairi Itō : Haruyo
- Daichi Watanabe (ja) : Okazaki
- Kōji Nakamoto (ja) : Hirakawa
- Misako Tanaka : Eiko

## Production

### Genèse et développement
Le film est une adaptation du roman Netemo sametemo de Tomoka Shibasaki paru en 2000.

### Distribution des rôles
Le réalisateur confie le double rôle masculin à Masahiro Higashide du fait de son visage impénétrable.

### Tournage
Le tournage a duré un mois.

## Sortie

### Accueil critique
En France, le site Allociné recense une moyenne des critiques presse de 4,1/5, et des critiques spectateurs à 3,9/5.
Pour Jacques Mandelbaum du Monde, Asako I & II est « un film d'une richesse et d'une sensibilité rares, récit d'initiation amoureuse qui ne passerait pas tant par les ponts aux ânes de la psychologie que par les souterrains de l'inconscient et du merveilleux. A la question simple de savoir ce qu'est cette chose compliquée qu’est l'amour, le film répond sur plusieurs terrains à la fois. ».
Pour Olivier Lamm de Libération, Asako I & II « dissimule un brillant portrait de femme, d'une profonde humanité. [...] Asako est un très grand, très juste film sur ce que c'est que d'être aimé, et d'aimer en retour - une déconstruction de tous les instants. ».
Pour Louis Guichard de Télérama, « Hamaguchi, l'auteur de Drive My Car, offre ainsi une fine réflexion sur l'empreinte laissée par une passion amoureuse et le passage à une relation plus durable. Il suggère aussi que la rationalité (conjugale, sociale) est précaire, friable, prête à exploser à tout moment ; que les sentiments sont réversibles, et les identités, volatiles. En ce sens, même le titre  du film est une belle trouvaille, qui laisse croire que l'héroïne a également son double. ».
Pour Éric Neuhoff du Figaro, Asako I & II est « un sommet de délicatesse et de pureté. ».

### Box-office
- France : 101 500 entrées[11]

## Distinctions

### Nominations et sélections
- Festival de Cannes 2018 : en sélection officielle[12],[13].
- Festival international du film de Toronto 2018 : sélection en section Contemporary World Cinema.
- Festival international du film de Saint-Sébastien 2018 : sélection en section Perles.
- Prix du meilleur film aux Hōchi Film Awards
- Prix du meilleur film au festival du film de Lisbonne et Estoril[14]
- En compétition au festival international du film de Bucarest[15]